# بروك أندرو
بروك أندرو (بالإنجليزية: Brook Andrew)‏ هو رسام أسترالي، ولد في 1970 في سيدني في أستراليا.